# Grainger Hines
Pour les articles homonymes, voir Hines.
Grainger Hines, né le 18 août 1948 à Greenwood, est un acteur, scénariste et réalisateur américain.

## Biographie
Il a été marié à la chanteuse Michelle Phillips.

## Filmographie partielle
Cinéma
- 1979 : Rocky 2 de Sylvester Stallone : Aide de Salle des urgences
- 2010 : Wake (Beneath the Dark) de Chad Feehan : Tim
- 2012 : Lincoln de Steven Spielberg  : le secrétaire de la Marine Gideon Welles
- 2015 : La Famille Fang (The Family Fang) de Jason Bateman : Shérif Hale
- 2018 : La Ballade de Buster Scruggs (The Ballad of Buster Scruggs) de Joel et Ethan Coen

Télévision
- 1978 : Meurtre au 43e étage (Someone's Watching Me!) (téléfilm) de John Carpenter : Steve, le collègue dragueur
- 1997 : The City (série télévisée) : Malcolm Christopher #2
- 2005 : Pour une autre vie (Thicker Than Water) (téléfilm) de David S. Cass Sr. : Tom Grove
- 2012 - 2013 : Hell on Wheels : L'Enfer de l'Ouest - 5 épisodes (série télévisée) : Doc Whitehead
- 2015 : Esprits Criminels - saison 11, épisode 4 : Brooks Tanner